# Regis Prograis
Regis Prograis (Nueva Orleans, Luisiana, Estados Unidos, 24 de enero de 1989) es un boxeador estadounidense. Prograis es el excampeón interino del CMB y el excampeón mundial de la AMB en el peso superligero.

## Carrera amateur
Originario de Nueva Orleans, el huracán Katrina lo obligó a mudarse a Houston, Texas en 2005. Una vez en Houston, Prograis comenzó a entrenar en Savannah Boxing Club junto a Evander Holyfield, lo cual fue un factor clave para motivarlo a tomarse en serio el boxeo. Él continuaría para construir un notable récord amateur de 87-7. Como aficionado, Prograis ocupó el puesto número 4 en los Estados Unidos, el campeón del mundo Ringside 2009, Campeón Nacional HORN 2010, ganó Guantes de Oro regionales y compitió en las Pruebas Olímpicas 2012 antes de convertirse en profesional en 2012.

## Carrera profesional
Desde que se convirtió en profesional, Prograis se ha convertido en una estrella en ShowBox, una producción de Showtime con 4 impresionantes victorias. Prograis también peleó en el Barclays Center de Brooklyn, Nueva York, en la cartelera de la pelea entre Keith Thurman y Shawn Porter, que fue el primer evento de boxeo transmitido por primetime televisado en CBS en más de 40 años. En 2015, fue reconocido por ESPN como candidato al Prospecto del Año. USA Today y Yahoo Sports han reconocido a Prograis como un competidor legítimo del título mundial. Regis está representado por el promotor de boxeo Lou DiBella.

## Récord profesional
| 29 Ganadas (24 KOs), 2 Derrotas |        |                     |      |               |            |                                                | |
| Res.                            | Record | Oponente            | Tipo | Rd., Tiempo   | Datos      | Localidad                                      | Notas |
| D                               | 29–2   | Devin Haney         | UD   | 12            | 2023-12-09 | Chase Center, San Francisco, California        | Perdió el título mundial de peso superligero de la WBC. |
| G                               | 29–1   | Danielito Zorrilla  | SD   | 12            | 2023-06-17 | Smoothie King Center, Nueva Orleans, Luisiana  | Retuvo el título mundial de peso superligero de la WBC. |
| G                               | 28–1   | Jose Zepeda         | KO   | 11 (12), 0:59 | 2022-11-26 | Dignity Health Sports Park, Carson, California | Ganó el título mundial vacante de peso superligero de la WBC. |
| G                               | 27–1   | Tyrone McKenna      | TKO  | 6 (10), 1:40  | 2022-03-19 | Duty Free Tennis Stadium, Dubái                | |
| G                               | 26–1   | Ivan Redkach        | TKO  | 6 (10), 1:21  | 2021-04-17 | Mercedes-Benz Stadium, Atlanta, Georgia        | |
| G                               | 25–1   | Juan Heraldez       | TKO  | 3 (10), 1:23  | 2020-10-31 | Alamodome, San Antonio, Texas                  | |
| D                               | 24–1   | Josh Taylor         | MD   | 12            | 2019-10-26 | O2 Arena, Greenwich                            | Pierde el título mundial de la WBA (Super) superligero. Por el título mundial de la IBF y el vacante de The Ring superligero; Final del World Boxing Super Series peso superligero. |
| G                               | 24–0   | Kiryl Relikh        | TKO  | 6 (12), 1:36  | 2019-04-27 | Cajundome, Lafayette, Louisiana                | Retiene el título interino de la WBC superligero. Gana el título mundial de la WBA superligero; Semifinal del World Boxing Super Series peso superligero.                           |
| G                               | 23–0   | Terry Flanagan      | UD   | 12            | 2018-10-27 | Lakefront Arena, New Orleans                   | Retiene el título interino de la WBC superligero; Cuartos de final del World Boxing Super Series peso superligero.                                                                  |
| G                               | 22-0   | Juan Jose Velasco   | TKO  | 8 (12)        | 2018-07-14 | Lakefront Arena, New Orleans                   | Retiene el título interino de la WBC en el peso superligero |
| G                               | 21-0   | Julius Indongo      | KO   | 2 (12)        | 2018-03-09 | Deadwood Mountain Grand, Deadwood              | Gana el título interino vacante de la WBC en el peso superligero. |
| G                               | 20-0   | Joel Díaz Jr.       | TKO  | 2 (10)        | 2017-06-09 | Turning Stone Resort Casino, Verona            | Retiene el título NABF superligero |
| G                               | 19-0   | Wilfrido Buelvas    | KO   | 1 (10)        | 2017-02-11 | Hard Rock Casino, Biloxi                       | Retiene el título NABF superligero |
| G                               | 18-0   | Luis Eduardo Florez | TKO  | 4 (10)        | 2016-06-25 | Barclays Center, Brooklyn                      | Gana el título vacante NABF superligero |
| G                               | 17-0   | Aaron Herrera       | KO   | 1 (10)        | 2016-03-25 | Buffalo Run Casino, Miami                      | |
| G                               | 16-0   | Abel Ramos          | RTD  | 8 (10)        | 2015-12-11 | Bayou Event Center, Houston                    | |
| G                               | 15-0   | Amos Cowart         | UD   | 8 (8)         | 2015-08-07 | Bally's Atlantic City, Atlantic City           | |
| G                               | 14-0   | Abraham Álvarez     | TKO  | 1 (6)         | 2015-04-17 | Mohegan Sun Arena, Uncasville                  | |
| G                               | 13-0   | Héctor Velázquez    | KO   | 5 (8)         | 2015-01-09 | Morongo Casino Resort & Spa, Cabazon           | |
| G                               | 12-0   | Jeff Humphries      | KO   | 1 (6)         | 2014-11-06 | Evangeline Downs Casino, Opelousas             | |
| G                               | 11-0   | Mario Hermosillo    | TKO  | 4 (6)         | 2014-10-08 | Beau Rivage Resort & Casino, Biloxi            | |
| G                               | 10-0   | Marteze Logan       | TKO  | 2 (4)         | 2014-06-27 | Houston Athletic Fencing Center, Houston       | |
| G                               | 9-0    | Aaron Anderson      | TKO  | 5 (6)         | 2014-06-07 | Jackson County Civic Center, Pascagoula        | |
| G                               | 8-0    | Felipe Reyes        | TKO  | 6 (6)         | 2014-04-24 | Anatole Hotel, Dallas                          | |
| G                               | 7-0    | Miguel Álvarez      | TKO  | 3 (4)         | 2013-11-30 | Belle of Baton Rouge, Baton Rouge              | |
| G                               | 6-0    | James Harrison      | UD   | 6 (6)         | 2013-10-03 | Gretna Heritage Festival, Gretna               | |
| G                               | 5-0    | Adauto Gonzalez     | UD   | 4 (4)         | 2013-06-06 | Landmark Hotel, Metairie                       | |
| G                               | 4-0    | David Green         | TKO  | 2 (4)         | 2013-01-10 | Bayou Event Center, Houston                    | |
| G                               | 3-0    | Anthony Little      | TKO  | 2 (4)         | 2012-11-30 | Hurst Conference Center, Hurst                 | |
| G                               | 2-0    | Aaron Anderson      | KO   | 4 (4)         | 2012-08-25 | Charles T. Doyle Convention Center, Texas City | |
| G                               | 1-0    | Carl Almirol        | KO   | 1 (4)         | 2012-04-28 | The Royal Palace, Houston                      | Debut profesional |